# Kirgizisch curlingteam (gemengddubbel)
Het Kirgizisch curlingteam vertegenwoordigt Kirgizië in internationale curlingwedstrijden.

## Geschiedenis
Kirgizië maakte zijn debuut op het internationale curlingtoneel tijdens een pre-kwalificatietoernooi voor de Olympische Winterspelen 2022. Kirgizië verloor zijn debuutwedstrijd nipt tegen Portugal met 6-5. In totaal wist het team twee van diens vijf wedstrijden te winnen, hetgeen onvoldoende was om door te stoten naar de volgende ronde.
In 2023 en 2024 nam Kirgizië deel aan het kwalificatietoernooi voor het wereldkampioenschap curling gemengddubbel, evenwel zonder succes.
In 2025 eindigde Kirgizië als negende op de Aziatische Winterspelen in Harbin, China.
Australië · België · Brazilië · Bulgarije · Canada · China · Chinees Taipei · Denemarken · Duitsland · Engeland · Estland · Filipijnen · Finland · Frankrijk · Griekenland · Groot-Brittannië · Guyana · Hongarije · Hongkong · Ierland · India · Israël · Italië · Jamaica · Japan · Kazachstan · Kirgizië · Koeweit · Kosovo · Kroatië · Letland · Litouwen · Luxemburg · Mexico · Mongolië · Nederland · Nieuw-Zeeland · Nigeria · Noorwegen · Oekraïne · Oostenrijk · Polen · Portugal · Puerto Rico · Qatar · Roemenië · Rusland · Saoedi-Arabië · Schotland · Servië · Slovenië · Slowakije · Spanje · Thailand · Tsjechië · Turkije · Verenigde Staten · Wales · Wit-Rusland · Zuid-Korea · Zweden · Zwitserland